# Glasperle

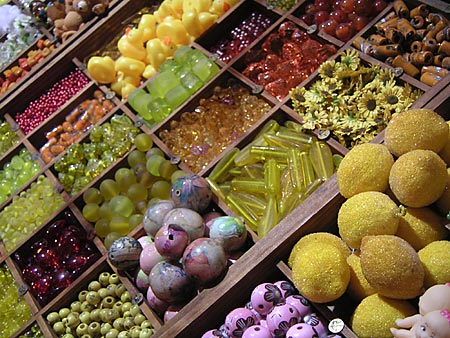
Auswahl von modernen Glasperlen

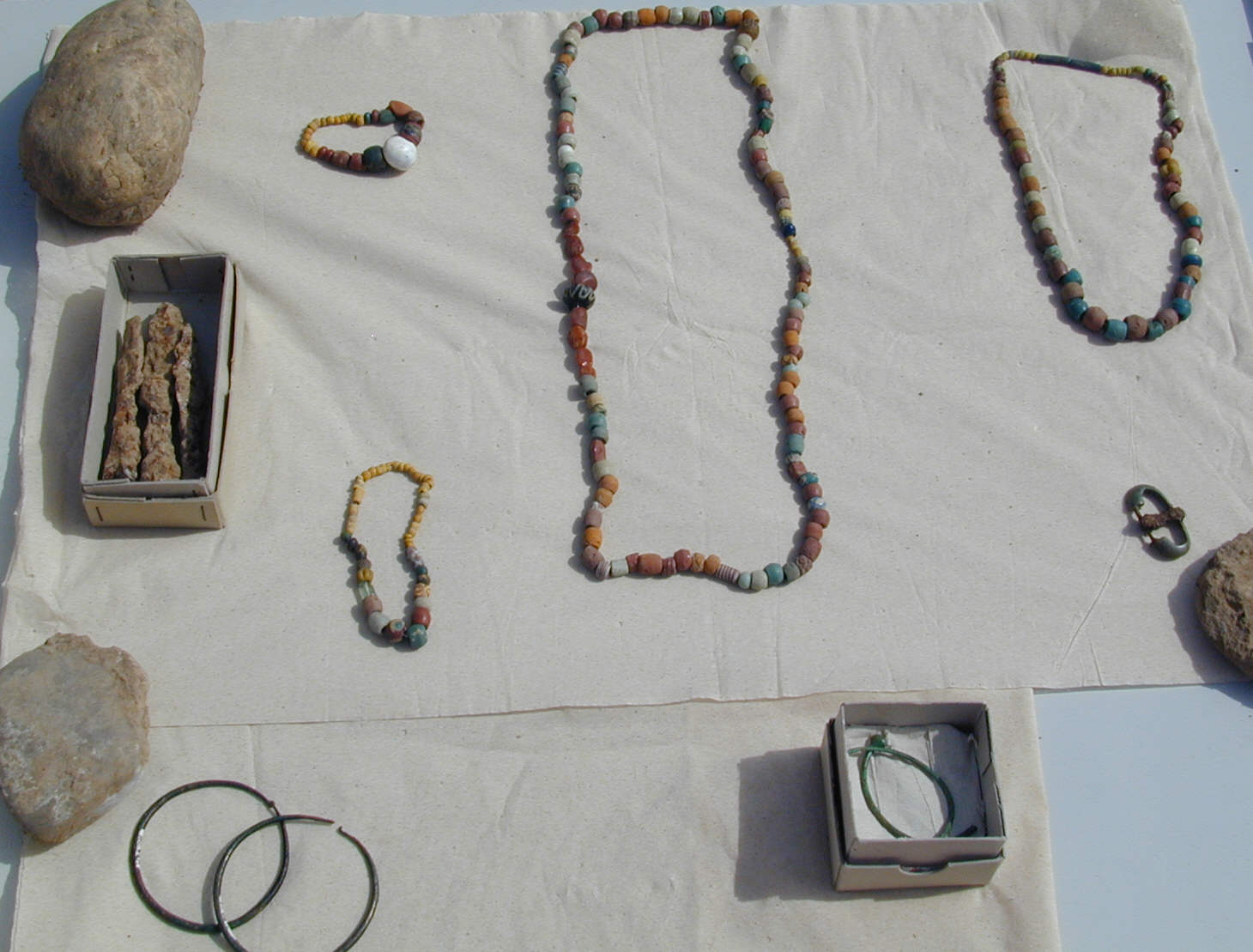
Oben rechts: Verschiedene historische Glasperlenketten aus einem alamannischen Reihengräberfeld des 6./7. Jh.

Musterkarte venezianischer Glasperlen aus dem Jahr 1892 in der Dauerausstellung des MEK.

Die Glasperle gehört zu den ältesten Schmuckstücken der Menschheit. Sie stellen die wichtigsten künstlichen Perlen dar. Neben den einfachen prähistorischen Exemplaren existiert ein sehr breites und vielfältiges Spektrum an Perlen aus den Epochen der Frühgeschichte.
2020 wurden „die Kunst der Glasperlen“ und „Weihnachtsdekoration aus Glasperlen“ in die UNESCO-Liste des immateriellen Kulturerbes der Menschheit aufgenommen.

## Anfänge
Die ältesten Glasperlen finden sich im Ägypten der prädynastischen Zeit, waren aber wahrscheinlich Fayenceperlen, die mit zu hoher Temperatur gebrannt zu Glas wurden. Die Glasherstellung dürfte an verschiedenen Orten des Fruchtbaren Halbmondes entwickelt worden sein, so fand man Glasperlen aus dem 25. Jahrhundert v. Chr. in Judeidah, Gebelein, Tell Asmar, Jericho, Shahr-i Sukhta und Abydos. Glasperlen aus etwa 1900 v. Chr. fand man in Tel Dan. Spätestens im 14. Jahrhundert v. Chr. gab es einen Handel mit Glasperlen zwischen Skandinavien und Mesopotamien.

## Anfänge in Europa
Nachgewiesen ist ein lokales Glasvorkommen in Frankreich von 2000 v. Chr., vermutlich als Nebenprodukt der Kupferherstellung. Aus der mittleren Bronzezeit 1500 v. Chr. ist ein Vorkommen aus Großbritannien bekannt. Ab 1400 v. Chr. gab es vermutlich in Europa produzierte Glasperlen, aber nur einfarbig und in geringen Mengen. Sie sind überwiegend opak (lichtundurchlässig) und monochrom (einfarbig) blau oder grün gefärbt (Verbindung zum Kupfer). Die frühesten bisher nachgewiesene Herstellung in Europa fand in der mykenischen Werkstatt in Tiryns ab etwa 1300–1200 v. Chr. statt. Ab etwa 1200 v. Chr. kamen Glasperlen häufiger vor und auch in größerer Vielfalt von Formen und Mustern, etwa als Pfahlbauperlen, Noppenperlen oder Augenperlen. Die Herstellungsweise war auf Masse gerichtet. Zu dieser Zeit wurden Perlen vermutlich nicht mehr als Einzelstücke, sondern in ganzen Schnüren gehandelt. Die zweifarbigen Perlen dieser Zeit sind immer blau, blaugrün, grün, purpur, braun oder schwarz (also dunkel) mit heller Glasauflage (weiß oder gelb).
Farbgebend waren Pigmente, die in der Regel aus Oxiden hergestellt wurden, die bei der Metallverarbeitung als Abfallprodukte entstehen. Zusätzlich war den frühgeschichtlichen Perlenmachern schon die Wirkung von reduzierenden und oxidierenden Schmelzatmosphären bekannt. Sie wurden genutzt, um die Farbgebung zu beeinflussen, so wurde durch Verwendung von Eisen(III)- und Eisen(II)-oxiden farblich völlig unterschiedliche Ergebnisse erzielt. 
Diese komplexen chemischen Kenntnisse werfen ein völlig anderes Licht auf die Merowinger, deren einfache und nach heutiger Auffassung zum Teil minderwertigen Perlen lange Zeit von der Forschung gar nicht beachtet wurden.
Die nicht einwandfreie Oberfläche eines Teils der frühgeschichtlichen Perlen lässt sich meist durch den Einsatz von zu viel Pigment erklären. Gleichaltrige Perlen, deren Oberfläche ohne eine Veränderung scheinen und – von der Optik ausgehend – auch in neuerer Zeit produziert worden sein könnten, weisen einen höheren Anteil von Glasmatrix auf. 
Allein aus dieser Tatsache, und daraus, dass viele Perlen auch in einer regional gebündelten Einheit wie einem Gräberfeld oder auch einem einzelnen Grab einer Nekropole, starke Qualitätsunterschiede, durch unterschiedliche Gehalte von Glasmatrix, aufweisen, lässt sich schließen, dass Perlen nicht zentral produziert wurden, sondern in vielen lokalen und regionalen Werkstätten, die sich jedoch archäologisch bislang nur schwer nachweisen lassen.
Aus jüngerer Zeit ist besonders Murano für die Herstellung von Glasperlen berühmt.

## Technik
Zur Herstellung von Glasperlen gibt es verschiedene Techniken für unterschiedliche Bestimmungen und Stückzahlen und unterschiedlich aufwändige Ausgestaltungen.

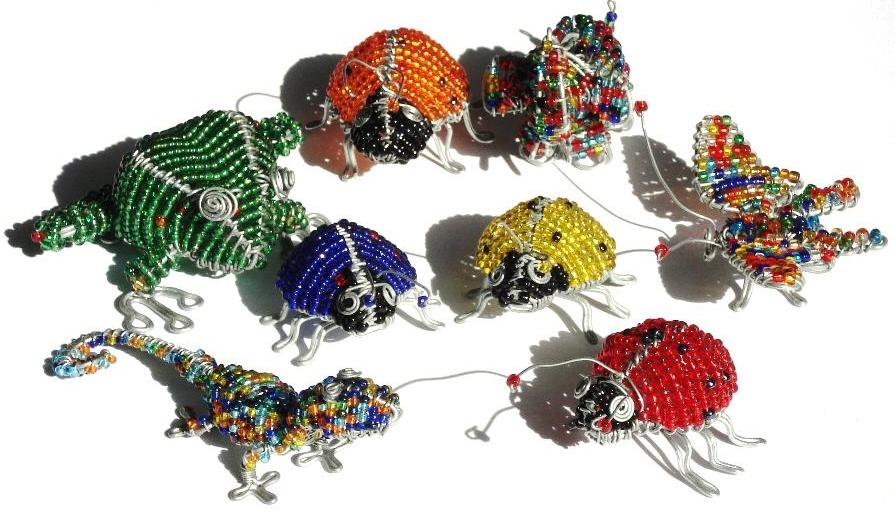
Beispiel der Verarbeitung von Glasperlen: Tierfiguren aus Glasperlen und Draht (aus Südafrika)

Große, buntfarbige Glasperlen, wie die Markasitperlen oder die gewickelten Perlen, welche unter anderem als Tauschartikel nach Basra und als Rosenkränze nach Palästina gingen und auch heute noch einen bedeutenden Handelsartikel bilden, sind Produkte der Glasbläserei vor der Lampe.
Für gewickelte Perlen wird in der Regel eine zähflüssigen Glasmasse um einen Metallstab gewickelt und durch Drehen des Stabes die Perle geformt. Nach einer kurzen Abkühlphase wird die Glasperle vom Stab abgestreift und zum endgültigen Abkühlen in ein Sandbett abgelegt. Die Öffnung, in der der Metallstab steckte, dient als Loch zum Auffädeln der Perle.
Im Fichtelgebirge und in Böhmen fertigt man die Paterln, indem man mit konischen, spitz zulaufenden und mit Ton überzogenen Eisenstäben eine Portion flüssiges Glas herausnimmt und daraus die Perle formt, welche eckig abgeschliffen, poliert, auch wohl mit Fäden andersfarbigen Glases überzogen wird. Sie wurden als Schmuck auch nach Afrika exportiert; diese Paterln hießen Negergeld.
Bei einer gebräuchlichen Technik für die Herstellung größerer Mengen einfacherer (z. B. Stick-)Perlen wird das Glas zu dünnen Röhren ausgezogen, die mit einer Schere in kleine Stücke zerschnitten werden. Diese werden entweder direkt benutzt (Schmelzen) oder bedürfen noch einer Abrundung. Man mischt sie dazu mit einem leicht angefeuchteten Gemisch aus Kalk- und Kohlepulver, um die Höhlungen auszufüllen, und erhitzt sie mit Sand und Kohlenpulver in rotierenden Zylindern, bis sich die scharfen Kanten abrunden. Nach dem Erkalten werden die Perlen gesiebt, sortiert, durch Schütteln mit Sand geschliffen, abgesiebt und durch Schütteln mit Kleie poliert.

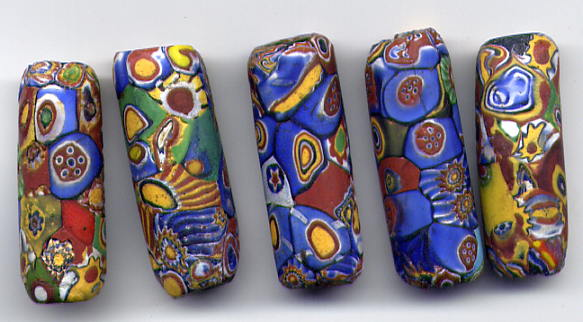
Millefiori beads, Murano, 1920s

Die Zeit der Merowinger kennt neben einer Vielzahl einfacher Perlen auch besonders komplexe Exemplare, die so genannten Millefiori-Perlen (tausend Blüten). Bei dieser Technik wird die Perle aus mehreren Elementen zusammengesetzt, deren Entstehung unterschiedlich beschrieben wird. Das gewünschte Muster wird aus verschiedenfarbigen Glasmassen gebildet. Aus der heißen, noch weichen Glasmasse wird ein dünner Glasfaden in der gewünschten Stärke gezogen, dessen Querschnitt immer noch das – nun aber verkleinerte – Muster aufweist. Aus diesem Stab werden Plättchen geschnitten, die – aneinander gelegt – das Muster der Perle ergeben werden. Die Plättchen werden erhitzt, so dass sie miteinander einen Verbund eingehen, und das noch formbare Glas wird um einen Stab gewickelt, um ein Fadenloch zu erhalten, und zusammen geschmolzen. 
Soll die Perle eine stabförmige Struktur oder eine polygone Grundform behalten, wird sie durch Bearbeitung (wie Aufdrücken auf der Arbeitsfläche) in diese Form gebracht.